# Dinera suffulva
Dinera suffulva là một loài ruồi trong họ Tachinidae.